# Alena Abramovitj
Alena Abramovitj 8hviderussisk: Алена Абрамовіч tr. Alena Abramovitj ; russisk: Елена Абрамович tr. Jelena Abramovitj (født 18. Juli 1981 i Minsk, Hviderussiske SSR, Sovjetunionen) er en hviderussisk håndboldmålmand som spiller for Ferencvárosi TC og Hvideruslands landshold.
Hun fik sin internationale debut under EM i 2002 i Danmark.